# Almenara (Jaén)
Almenara es una aldea situada en el término municipal de Jaén, a unos 13 km al norte de la ciudad, y a unos 5 km al sureste de Las Infantas.  La cortijada se extiende por 12 ha, encontrándose algunos cortijos habitados y otros en diferente estado de abandono, así como grandes eras ya abandonadas.

## Demografía
En ella no reside población fija durante todo el año, de manera que se es considerada por el INE como un despoblado (0 habitantes), si bien existen cortijos, naves de aperos, casas, etc., que dan buena cuenta de la actividad existente en la misma, especialmente en las épocas marcadas por la agricultura, como el invierno con la cosecha de aceituna o el verano con la siega de cereales en las tierras calmas de los alrededores.

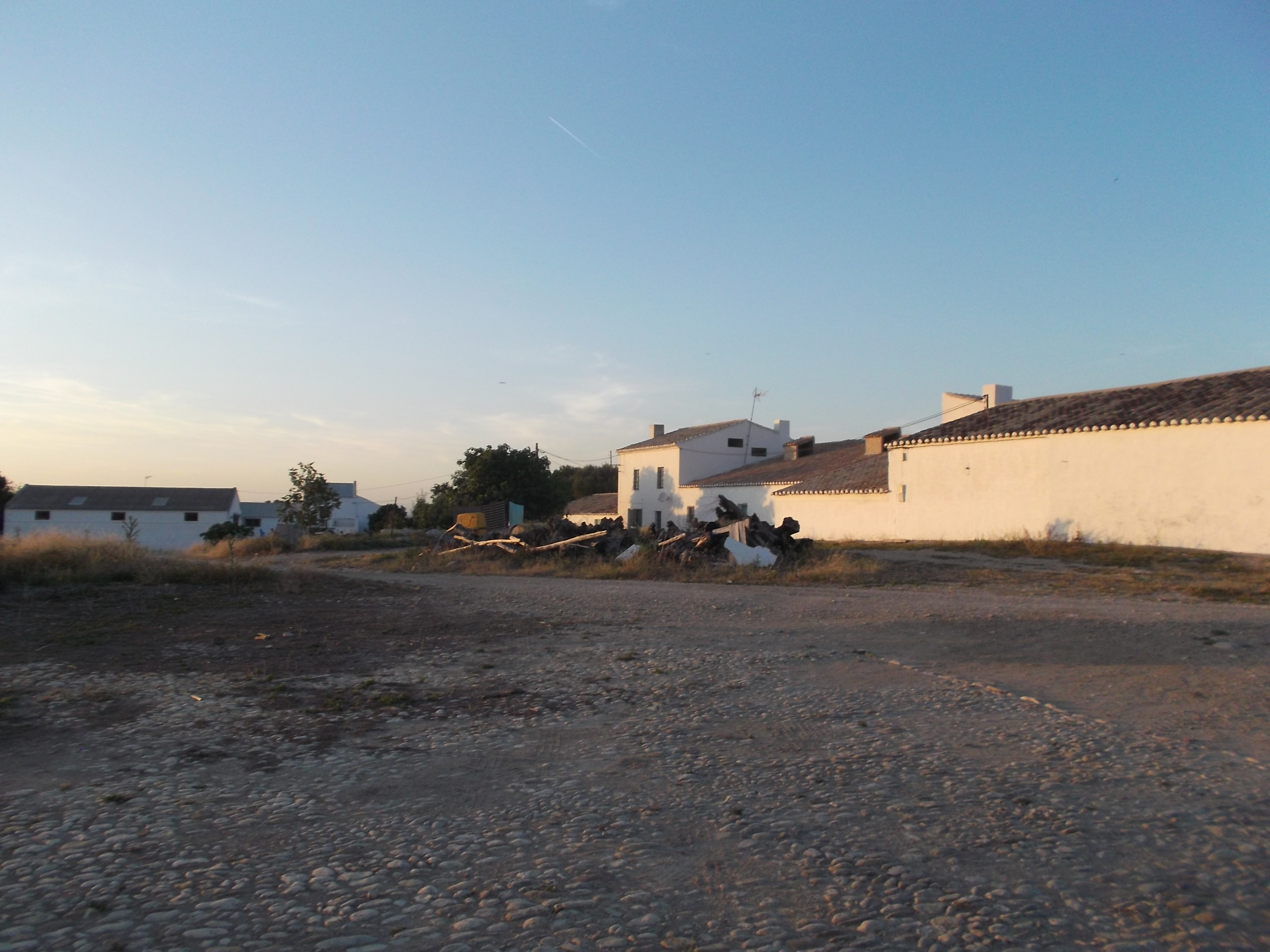
Eras en la aldea de Almenara

## Economía
El pilar económico que marca claramente el desarrollo de la aldea de Almenara es la agricultura: el olivar y los cultivos cerealísticos de secano en las tierras calmas de los alrededores, tales como trigo o cebada, generan gran actividad en la misma. Además, su ubicación en las cercanías de la vega del río Guadalbullón (a unos tres kilómetros al oeste) permite añadir otros cultivos de regadío como el algodón, la alfalfa o el maíz. 
Muchos de los cortijos y naves de la aldea son empleadas como viviendas de veraneo o como almacén de aperos agrícolas: tractores, maquinaria agrícola, arados, etcétera; mientras que otros se hallan en estado de ruina y abandono. Son visibles aún grandes eras que dan testimonio del importante pasado cerealístico de la aldea, la cual se expande por hasta 12 ha.

## Fauna
En la cortijada se halla la mayor colonia de cernícalos primilla de la provincia de Jaén, con 60 parejas, que conviven con especies como la carraca europea o la lechuza común. Esto se debe gracias a la implementación del proyecto "Casas de Vida" por parte de la Sociedad Ibérica para el Estudio y Conservación de los Ecosistemas, por medio del cual se remodeló un edificio de la aldea con el objetivo de favorecer la nidificación de dichas especies.

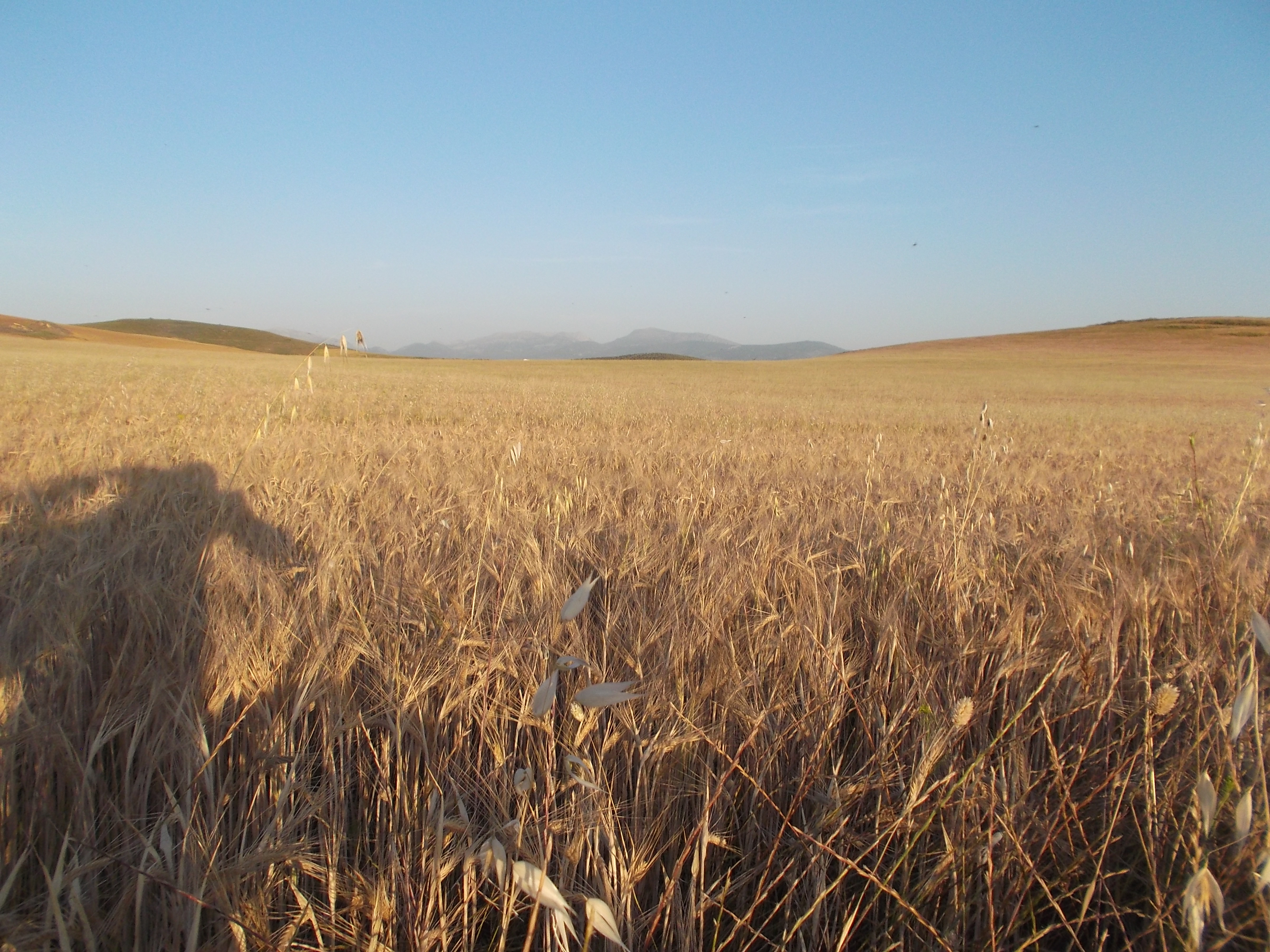
Cebadal en las lomas de Terrace, junto a la aldea de Almenara

## Historia
En los cerros del alrededor así como en las propias laderas del cerro en el que se asienta la aldea se hallaron restos cerámicos de época romana y medieval.
La primera mención toponímica a Almenara aparece en el Apeo de dehesas boyales de 1378, a través del control del estado de una vereda y del amojonamiento de las dehesas de tres cortijos cercanos. Ello indica que ya tenía entonces entidad como asentamiento, e incluso antes, dada la existencia afianzada de una vereda hacia la aldea.
En los siglos XIV y XV gran parte de las tierras, que estaban dedicadas al cultivo de cereal, se encontraban en manos del cabildo catedralicio giennense y eran explotadas en régimen de arrendamiento. En 1436 se le redacta un documento para contar con dehesa boyal (dehesa de uso privado), siendo además nombrada en una escritura de compraventa de 1428 como aldea de Jaén, indicado la presencia significativa de población estable. Sin embargo, no fue reconocida institucionalmente como tal por la ciudad de Jaén, ni se le instituyó parroquia propia, quizá por su cercanía a Villargordo e incluso a Mengíbar.
No cuenta con ningún tipo de fortificación, seguramente debido a su localización alejada del sector fronterizo más conflictivo. Las cabalgadas de los musulmanes durante el siglo XV por el Guadalbullón y Guadalquivir nunca se acercaron a la aldea.
El Deán Martínez Mazas documentó a finales del siglo XVIII la existencia ya de "tres o cuatro" casas cortijos arruinadas.

## Carreteras
Los únicos accesos posibles a la aldea son por medio de carriles o caminos. Estos conectan al N con Villargordo directamente y con la carretera J-3011 Las Infantas-Villargordo, como vías de acceso más rápidas. También es posible el acceso desde Grañena por el camino Jaén-Villargordo.